# Саксаганский, Панас Карпович
Пана́с (Афанасий) Ка́рпович Саксага́нский (настоящая фамилия — Тобиле́вич; 1859—1940) — украинский, советский актёр, театральный режиссёр, драматург и педагог школы М. Кропивницкого, корифей украинского бытового театра. Народный артист СССР (1936). Герой Труда (1924).

## Биография
Панас (Афанасий) Саксаганский родился 3 (15) мая 1859 года (по другим источникам — 15 (27) мая 1859 года) в селе Каменно-Костоватое (ныне в Братском районе Николаевской области, Украина).
Начальное образование получил в Бобринецкой уездной школе. В 1877 году окончил Елисаветградское земское реальное училище.
Сценическую деятельность начал в 1875 году в любительском кружке под руководством М. Л. Кропивницкого в Елисаветграде (ныне Кропивницкий). В 1878—1880 годах учился в Одесской юнкерской школе. Служил в 58-м Пражском пехотном полку, расположенном в Николаеве (1880—1883). Участвовал в украинских представлениях труппы Чернышёва.
С 1883 года — в украинской профессиональной труппе М. П. Старицкого и М. Л. Кропивницкого, где исполнил дебютную роль Возного в пьесе «Наталка Полтавка» И. П. Котляревского на сцене Николаевского театра. Затем — в труппах М. Л. Кропивницкого (1885—1888) и Н. К. Садовского (1888—1890). Участвовал в первой гастрольной поездке украинского театра в Санкт-Петербург и Москву (1886, 1887).
В 1890 году организовал и возглавил «Товарищество русско-малороссийских артистов». В 1898 в товарищество вошел Н. К. Садовский, в связи с чем оно получило наименование «Объединённое товарищество П. К. Саксаганского и Н. К. Садовского». В 1900 в товарищество вошли М. Л. Кропивницкий и М. К. Заньковецкая, после чего оно стало называться «Малороссийская труппа М. Л. Кропивницкого под руководством П. К. Саксаганского и Н. К. Садовского с участием М. К. Заньковецкой». После выхода из состава М. К. Заньковецкой и М. Л. Кропивницкого труппа называлась «Малороссийская труппа под руководством П. К. Саксаганского и Н. К. Садовского» (1903—1905), после ухода Н. К. Садовского — «Товарищество малороссийских артистов во главе с П. К. Саксаганским при участии И. К. Карпенко-Карого». В 1909 году П. К. Саксаганский отказался от руководства и покинул «Товарищество».
В 1910—1915 годах гастролировал в различных украинских труппах по городам Украины и России. В 1915 году принял участие в создании «Товарищества украинских артистов под руководством И. А. Марьяненко с участием М. К. Заньковецкой и П. К. Саксаганского».
В 1918 году на основе «Национального образцового театра» создал в Киеве Народный театр, на базе которого в 1922 был организован Украинский драматический театр имени М. Заньковецкой (ныне — во Львове).
После Октябрьской революции стал активным деятелем советского украинского театра. Работал в театрах имени М. Заньковецкой, имени И. Франко, Харьковском народном театре (1927—1931). С 1926 года гастролировал в разных театрах, последний раз выступал на сцене 12 мая 1935 года.
Режиссёрскую деятельность начал в 1889 году, поставил более 260 спектаклей.
Один из крупнейших представителей критического реализма в украинском театральном искусстве 2-й половины 19 — начала 20 вв. Тонкий внешний рисунок роли, тщательная разработка деталей, богатая оттенками сценическая речь, народный юмор — характерные черты его исполнительской манеры.
Был также педагогом, воспитал видных украинских актёров и режиссёров — Б. Романицкого, В. Любарт и др.
Автор комедий «Лицемеры» (1908, запрещена цензурой) и «Шантрапа» (1913), посвященных высокому назначению искусства сцены. Богатый сценический опыт зафиксирован в его книгах: «Из прошлого украинского театра» (укр. издание 1935, русск. 1938), «Моя работа над ролью» (1937) и др.
Выступал со статьями и лекциями, утверждал народность, передовую идейность, реалистическую направленность театрального искусства.
Скончался Панас Саксаганский 17 сентября 1940 года в Киеве. Похоронен на Байковом кладбище.

### Семья
- Брат — Иван Карпович Карпенко-Карый (1845—1907), украинский драматург.
- Брат — Николай Карпович Садовский (1856—1933), российский и украинский актёр и режиссёр.
- Сестра — Мария Карповна Садовская-Барилотти (1855—1891), русская и украинская оперная певица (сопрано) и драматическая актриса.
- Первая жена (гражданская) — Квитка Лидия Константиновна (наст. фамилия Колышко) — украинская актриса.
- Вторая жена — Тобилевич-Левченко Нина Митрофановна (1886—1971) — украинская советская актриса.
- Сын — Пётр (его мать актриса Лидия Квитка) (1890—1949), инженер.
- Внук — Богдан Тобилевич (1920—2002) — заслуженный архитектор РСФСР.
- Правнук — Пётр (1944—2022), российский диктор, актёр театра и дубляжа, проживал в Москве[5].
- Сын — Арнольд (был сослан в Тбилиси за происхождение).

## Награды и звания
- Герой Труда (1924)[6]
- Народный артист Украинской ССР (1925)
- Народный артист СССР (1936)
- Орден Трудового Красного Знамени (1935)

## Роли в театре
- «Наталка Полтавка» И. П. Котляревского — Возный[2]
- «Запорожец за Дунаем» С. С. Гулак-Артемовского — Карась
- «Сто тысяч» И. К. Карпенко-Карого — Бонавентура
- «Мартын Боруля» И. К. Карпенко-Карого — Пеньонжка
- «Савва Чалый» И. К. Карпенко-Карого — Гнат Голый
- «Суета» И. К. Карпенко-Карого — Тарабанов
- «Паливода XVIII столетия» И. К. Карпенко-Карого — Харько
- «Бондаривна» И. К. Карпенко-Карого — Бондарь
- «Бурлака» И. К. Карпенко-Карого — Опанас
- «Наймычка» И. К. Карпенко-Карого — Цокуль
- «Крути, да не перекручивай» М. П. Старицкого — Печерица
- «За двумя зайцами» М. П. Старицкого — Голохвостый
- «Сорочинская ярмарка» М. П. Старицкого — Солопий Черевик
- «Где колбаса и чара, там кончается свара» М. П. Старицкого — Шпонька
- «По ревизии» М. Л. Кропивницкого — Герасим
- «Дай сердцу волю, заведет в неволю» М. Л. Кропивницкого — Иван Непокрытый
- «Разбойники» Ф. Шиллера — Франц Моор

## Театральные постановки
- 1889 — «Наталка Полтавка» И. П. Котляревского (совм. с Н. К. Садовским)
- 1890 — «Назар Стодоля» Т. Г. Шевченко
- 1890 — «Бесталанная» И. К. Карпенко-Карого
- 1890 — «Сто тысяч» И. К. Карпенко-Карого
- 1890 — «Наймичка» И. К. Карпенко-Карого
- 1891 — «Разумный и дурень» И. К. Карпенко-Карого
- 1891 — «Мартын Боруля» И. К. Карпенко-Карого
- 1891 — «Невольник» М. Л. Кропивницкого
- 1891 — «По ревизии» М. Л. Кропивницкого
- 1891 — «Черноморцы» М. П. Старицкого
- 1892 — «Сорочинская ярмарка» М. П. Старицкого
- 1894 — «Две семьи» М. Л. Кропивницкого
- 1894 — «Поливода XVIII столетия» И. К. Карпенко-Карого
- 1894 — «Лимеривна» П. Мирного
- 1901 — «Хозяин» И. К. Карпенко-Карого
- 1904 — «Суета» И. К. Карпенко-Карого
- 1918 — «Уриэль Акоста» К. Ф. Гуцкова (Киевский народный театр)
- 1920 — «Разбойники» Ф. Шиллера (Киевский народный театр)
- 1925 — «Що загинули ранком» («До третьих петухов») Я. А. Мамонтова (совм. с Л. Сабиным)
- 1926 — «Отелло» У. Шекспира (Театр имени М. Заньковецкой).

## Память
- Дом-музей в селе Каменно-Костоватое[7].
- С 1937 года одна из центральных улиц в Киеве носит имя П. Саксаганского.
- В Киеве, на доме № 96 по улице Жилянской, где с 1912 по 1940 год жил П. Саксаганский, установлена мемориальная доска.
- Во Львове также одна из центральных улиц названа именем П. Саксаганского.
- Имя П. Саксаганского носит Киевский академический областной музыкально-драматический театр (Белая Церковь).